# A Pair of Jacks
A Pair of Jacks è un cortometraggio muto del 1912. Il nome del regista non viene riportato nei credit del film. La pellicola è una commedia western a un rullo che vede l'esordio cinematografico di Eugenie Forde, un'attrice teatrale che era anche la madre dell'altra interprete femminile, Victoria Forde.

## Produzione
Il film fu prodotto dalla Nestor Film Company, una compagnia di produzione fondata dai fratelli William e David Horsley.

## Distribuzione
Distribuito dalla Motion Picture Distributors and Sales Company, il film - un cortometraggio di una bobina - uscì nelle sale cinematografiche USA il 20 marzo 1912.